# سایمون لووا
سایمون لووا (انگلیسی: Simon Lavoie؛ زادهٔ ۱۵ مهٔ ۱۹۷۹) کارگردان فیلم اهل کانادا است.

## فیلمشناسی
- کسانی که انقلاب را در نیمه راه رها میکنند فقط گورهای خود را حفر میکنند